# Cerro Corá (Misiones)
Cerro Corá é uma cidade argentina da província de Misiones, localizado dentro do departamento Candelária.
Fica a uma latitude de 27° 30' Sul e a uma longitude de 55° 37' Oeste.
O município conta com uma população de 1.153 habitantes segundo o Censo do ano 2001 (INDEC).